# スピアフィッシング

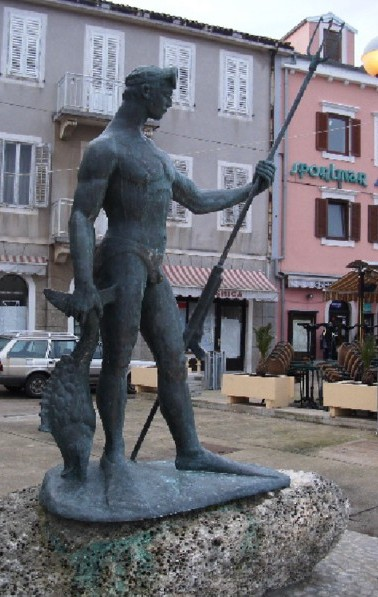
クロアチアにあるスピアフィッシャーの像

スピアフィッシング（英語: spearfishing）とは、素潜りやスクーバダイビングで銛や水中銃を用いて魚類を捕らえる水中スポーツの1つである。スピアとは英語で魚突きのためのヤスを意味する。
スポーツとしてのスピアフィッシングにおいては、生態系保護の観点から、あらかじめ競技が可能な時間、場所、対象魚類の種類や大きさ、捕獲数の上限などが定められており、漁獲を主たる目的に銛や水中銃を用いて行なう銛突き（銛刺し）とは区別される。世界水中連盟による世界選手権をはじめ、欧米やオセアニアではさまざまな規模で競技会が開催され、マリンスポーツの1つとして親しまれている。日本では水中銃の使用は各地方自治体の漁業調整規則により、遊漁者の漁具漁法として法的に認められていない地域もある。
しかし、素潜りで手ヤスを用いて魚類を突いて獲ることは多くの自治体で認められている。詳細は水産庁の「都道府県漁業調整規則で定められている遊漁で使用出来る漁具・漁法」を参照のこと。

## 用具・服装
- 銛もしくは水中銃（ゴムバンド式もしくは圧縮空気式）
  - ポールスピア
  - ハワイアン・スリング（英語版） - ゴムを引っ張って使用する銛
  - スピアガン
- ダイビングマスク
- シュノーケル
- フィン、ブーツ
- ウェットスーツ（またはラッシュガード）
- グローブ（手袋）
- ウェイト
- ナイフ
- ダイブコンピューター
- ダイブフラッグ付きフロート、ライン
- 水深計（重要度低）
- コンパス（重要度低）

## 競技施設
施設ではなく、オープンウォーターで競技エリアを定めて行なわれる。網などによる魚類の囲い込みはしない。
海外大会においては、ほぼそのすべてで水中銃が使用され、ホスト国や大会によって多少異なるルールが設定されている。
一例としては、”禁止魚種を除く、1匹1ポンド（450g）以上の漁獲の総重量”を競う（サイパン）に対し、”禁止魚種を除き、1匹1ポンド（450g）以上の各チームの全漁獲から最も重い2匹の総重量”を競う（グアム）など。
尚、4年に1度開催されるマイクロネシアン・オリンピック（ミクロネシアの9か国が参加）でのスピアフィッシング競技では、”禁止魚種を除く、1匹2.2ポンド(1kg)以上の漁獲の総重量”を競う、となっている。
- 禁止魚種は一般的には、エイ、サメ、カメなどの保護種に加え、サワラやシイラ、カジキなどの外洋魚、観賞魚類、フグなどの有毒魚、及び各地に適した設定がなされている。

## 日本国内での規制
＜手銛を使うことが認められている都道府県は以下の28都府県＞
- 東北 宮城、秋田、山形 （ただし船の使用は禁止）、福島
- 関東 茨城、東京
- 北陸 新潟、富山、石川、福井、愛知
- 近畿 三重 （ただし照明器具の使用は禁止）、京都、大阪
- 中国 鳥取、島根、岡山、山口
- 四国 愛媛 （ただし照明器具の使用は禁止）、徳島 （ただし照明器具の使用は禁止）、香川 （ただし船の使用は禁止）
- 九州 福岡、佐賀、長崎、熊本、大分、宮崎 （ただし船の使用は禁止）、鹿児島

＜手銛を使うことに関して曖昧な条例が定められている県は以下の5県＞
- 青森 （発射装置の使用は禁止）
- 神奈川 （夜間および水中眼鏡の使用は禁止）
- 静岡 （水中眼鏡の使用は禁止）
- 広島 （発射装置の使用は禁止）
- 沖縄 （発射装置の使用は禁止）

＜手銛を使うことが認められていない道県は以下の6道県＞
- 北海道
- 岩手
- 千葉
- 兵庫
- 和歌山
- 高知

## 海外の規制
サイパン
スピアガン・船・照明器具すべての使用が認められている。ただしスクーバの使用は禁止。自然保護区では釣りを含めた一切の捕獲活動が禁止されている。また持続可能な漁業を指向するため、各魚種によって捕獲可能な細かいサイズ規定がある。個人での投網のみ、年間登録制（有料）で認められているが、乱獲を防止するため漁業従事者であっても、その他一切の網（地引網・底引き網・定置網・追い込み漁など）による漁法は認められていない。政府認可を受けた指導者がおり、スピアフィッシング技術の向上を目的としての来島者も存在することから、観光業への貢献も見られる。年度大会には国内外から多くの参加者が集まる。
グアム
スピアガン・船・照明器具すべての使用が認められている。スクーバでの使用も認められているが、漁業従事者対象であり、観光客向けには行われていない。趣味で行うものも、素潜りにて行う。自然保護区では釣りを含めた一切の捕獲活動が禁止されている。また持続可能な漁業を指向するため、各魚種によって捕獲可能な細かいサイズ規定がある。個人での投網のみ、年間登録制（有料）で認められているが、乱獲を防止するため漁業従事者であっても、その他一切の網（地引網・底引き網・定置網・追い込み漁など）による漁法は認められていない。年度大会には国内外から多くの参加者が集まる。
パラオ
スピアガン・船・照明器具すべての使用が認められている。ただしパラオ国民*1に限られる。他国の違法漁船には銃撃を含む厳しい対応をすることで知られており、過去にベトナムや中国の違法漁船が焼き払われている。）*1: 4年に1度開催される競技大会においての各国代表者は特例として認められている。
香港
スピアガン・船・照明器具・スクーバすべての使用が認められている。ただしスピアガンは銃刀法で規制されているため、政府認可を受けた指導者からスクーバスピアフィッシングの指導を受けた後、自宅にガンロッカーを設置して警察へスピアガン所持の申請をする。
＜手銛を使うことが認められている国＞
- 日本の一部（6道県）を除く世界約200か国（海がない国においても、河川や池・湖での使用が認められており、禁止されている国は日本以外に存在しない）。

＜水中銃を使うことが認められている国＞
- 日本・中国・バハマ・モルディブを除く、世界各国。